# Zemětřesení v Petrinji 2020
K zemětřesení ve středním Chorvatsku u města Petrinja došlo 29. prosince 2020 v 12:19 SEČ. Dosáhlo magnituda 6,4 a stalo se tak jedním z nejsilnějších zaznamenaných zemětřesení v dějinách Chorvatska. Zemřelo sedm lidí a přes 20 lidí utrpělo zranění.

## Předtřesy
O den dříve, 28. prosince, došlo v oblasti poblíž Petrinje a Sisaku ke dvěma silným předtřesům, první z nich dosáhl magnituda 5,2. O hodinu později následoval druhý, který dosáhl magnituda 4,9. Tyto otřesy způsobily v blízkých oblastech škody, ale spíše lehčího charakteru (menší praskliny ve zdech, poškození střech a komínů). Nikdo nebyl zraněn.
Následně se vyskytlo několik slabých otřesů o magnitudech 1,5 až 2,5. Ty sice byly některými obyvateli poblíž epicentra pocítěny, ale kvůli své nízké síle nezpůsobily žádné škody.

## Hlavní otřes
29. prosince v 12:19 SEČ došlo k hlavnímu zemětřesení. Podle United States Geological Survey (USGS) i Evropsko-středozemního seismologického centra (EMSC) dosáhlo zemětřesení 6,4 Mw. Díky nízké hloubce (5 až 10 km) způsobilo velké škody a bylo pocítěno i v poměrně vzdálených zemích, mimo jiné i v Česku. Zemětřesení bylo pocítěno ve všech oblastech ČR, zejména však na jihu, blíže epicentru. Geofyzikální ústav Akademie věd České republiky vyzval obyvatele Česka, kteří zemětřesení pocítili, aby vyplnili Makroseismický dotazník.

## Dotřesy
Vyskytlo se několik výrazných dotřesů, jeden z nich se vyskytl hodinu po hlavním zemětřesení a dosáhl magnituda 4,4. Další zemětřesení byla zaznamenána den poté 30. prosince, a to o silách 4,8 a 4,7 Richterovy škály. Silné otřesy kolem 4,5 Mw se odehrály i v lednu.
Otřesy pravděpodobně probudily seismickou oblast v Záhřebu a jejím okolí, kde se vyskytlo několik pocítěných zemětřesení, avšak nikoliv natolik silných, aby způsobila škody.

## Seismicita v regionu
Chorvatsko patří k zemím jižní Evropy, které jsou obecně často postihovány silnějšími otřesy. V Chorvatsku samotném došlo k silným zemětřesením v letech 1667 (~7,0 Mw), 1880 (6,3 ML), 1909 (5,7 Mw), 1962 (6,1 Mw) a 2020 (5,4 Mw).

## Následky
Zemětřesení způsobilo preventivní odstávku jaderné elektrárny Krško ve Slovinsku, vzdálené zhruba 100 km.
Zemětřesení pocítila i jaderná elektrárna Paks v Maďarsku, vzdálená zhruba 300 km, ale výrobu elektřiny nepřerušila.
Dne 30. prosince byla zrušena omezení vstupu a výstupu ze země pro humanitární účely a pro oběti zemětřesení. Ze stejných důvodů byl také zrušen systém e-pass kvůli COVID-19, který byl v provozu od konce prosince. Mýtné na dálnici A11 spojující region se Záhřebem bylo dočasně zrušeno. Cestování po dálnici zůstalo od dubna 2021 zdarma.
Chorvatsko vyhlásilo 2. ledna 2021 národní den smutku na počest obětí tohoto zemětřesení.

## Škody
Nejhůře zasaženo bylo město Petrinja, kde se zhroutilo mnoho budov a došlo k velkému výpadku elektřiny. Poškození a výpadky proudu byly hlášeny také ve Dvoru, Glině, Gvozdu, Hrvatské Kostajnici, Kutině, Sisaku, Sunji, Topusku, Veliké Gorici a Záhřebu, jakož i v sousedních zemích Bosně a Hercegovině a Slovinsku.
Celkovou škodu odhadli konzultanti Světové banky ve spolupráci s ministerstvem výstavby a ministerstvem pro místní rozvoj a fondy EU. Celková škoda se odhaduje na 5 miliard eur a nakonec se může zvýšit až na 5,5 miliardy eur.

### Sisacko-moslavinská župa
V Petrinji, městě nejblíže epicentru, byly téměř všechny domy poškozeny. Celé centrum města bylo těžce poškozeno. Jedna základní škola byla poškozena. Střechy radnice a kostela svatého Vavřince byly zničeny. Celá vesnice Brest Pokupski poblíž města Petrinja byla těžce poškozena.
Město Sisak, ležící zhruba 20 km severovýchodně od epicentra, utrpělo značné škody na nemocnici i na radnici. I přes škody nebyla nemocnice zavřena. Největší škody byly způsobeny na starých budovách v centru města. Odhaduje se, že v Sisaku a okolních vesnicích bylo poškozeno 700 až 1 000 domů.
Ve vesnici Strašnik, kde se epicentrum nacházelo, a také v nedaleké vesnici Sibić byly téměř všechny domy poškozeny. Část obyvatel vesnic byla evakuována a byly postaveny stany s jídlem a vodou.
Majske Poljane je vesnice, která zemětřesením utrpěla největší škody; všechny budovy byly poškozeny a mnoho se zhroutilo. Je to také místo s největším počtem úmrtí, ze sedmi smrtelných úmrtí bylo pět v Majske Poljane.

### Záhřebská župa a Záhřeb
V Pokupsku, což je zhruba 20 km severozápadně od epicentra, bylo poškozeno mnoho budov, včetně školy, školky a kostela z 18. století.
Město Záhřeb, které je zhruba 50 km severně od epicentra, bylo zasaženo jistými stavebními škodami, výpadky elektřiny a mnoha obyvatelů vyšlo v nouzi do ulic.
Ve městě Zaprešić, což je zhruba 60 km severo-severozápadně od epicentra, utrpěly čtyři obytné budovy škody, které donutily město opustit více než 80 rodin.

### Bosna a Hercegovina
Budovy byly poškozeny ve více městech napříč severozápadní Bosnou a Hercegovinou, v kantonu Una-Sana a severní Republice srbská, což je zhruba mezi 30 km - 90 km jihozápadně, jih a jihovýchodně od epicentra. Mezi města, která byla poškozena, patří Velika Kladuša, Bihać, Cazin, Kozarska Dubica a Kostajnica, která zemětřesením utrpěla největší škody. V Kostajnici byl vyhlášen výjimečný stav, zemětřesení způsobilo šest požárů a mnoho budov bylo poškozeno, včetně radnice, která byla prohlášena za nefunkční.

### Slovinsko
Budovy byly poškozeny v několika oblastech a městech, většinou v blízkosti hranic s Chorvatskem. Lidé hlásili poškození fasád, střech a komínů z jihovýchodních měst Krško a Brežice a starého města Kostanjevica na Krki, které leží zhruba 70 km severozápadně od epicentra. Jaderná elektrárna Krško se automaticky vypnula a později byla systematicky přezkoumávána, bez hlášených škod. V severovýchodním Slovinsku, zhruba 125 km severo-severozápadně od epicentra, došlo k výpadkům elektřiny a telekomunikací v oblasti města Maribor, obecní uřád v nedalekém Ptuji byl poškozen a došlo k poškození kostela ve Svete Trojici. V Lublani, hlavním městě, muselo být zasedání Parlamentu zastaveno a interiér budovy Parlamentu utrpěl menší škody. V zemi nebyla zaznamenána žádná zranění.

## Mezinárodní reakce
- Albánie – Albánská vláda poslala do Chorvatska na humanitární pomoc a rekonstrukci budov 250 tisíc eur (~6,5 milionů Kč).[28]
- Bulharsko – Ministerstvo zahraničních věcí vyjádřilo soustrast jménem bulharského lidu a potvrdilo, že bulharská vláda pošle 100 000 eur (~2,5 milionů Kč) na obnovu dvou budov s významnou kulturní hodnotou pro bulharský lid v Chorvatsku. Ministryně zahraničních věcí Ekaterina Zakharieva rovněž uvedla, že dva z největších bulharských výrobců balené vody vyjádřili přání pomoci obyvatelům Chorvatska.[29]
- Černá Hora – Prezident Milo Đukanović řekl, že Černá Hora je připravena pomoci Chorvatsku.[30] Místopředseda vlády Černé Hory Dritan Abazović dodal, že Chorvatsko může očekávat, že Černá Hora poskytne jakoukoli potřebnou pomoc.[31]
- Česko – Ministr vnitra Jan Hamáček oznámil, že do Chorvatska bude z ČR posláno vybavení v hodnotě pět milionů korun.[32]
- Finsko – Ministr zahraničních věcí Pekka Haavisto vyjádřil soustrast obětem a uvedl, že Finsko nabídlo pomoc prostřednictvím mechanismu civilní ochrany EU.[33]
- Itálie – Premiér Giuseppe Conte na twitteru uvedl, že Itálie je připravena poskytnout Chorvatsku veškerou potřebnou pomoc a pomoc.[34]
- Kosovo – Úřadující prezident Vjosa Osmani a úřadující předseda vlády Avdullah Hoti nabídli vyslání pátracích a záchranných týmů svých ozbrojených sil do Chorvatska, aby v případě potřeby pomohli.[35]
- Maďarsko – Premiér Viktor Orbán nabídl pomoc při zmírňování katastrof a rekonstrukci v dopise svému chorvatskému protějšku.[36]
- Polsko – Deset tisíc Poláků získalo pro dětský domov v Sisaku 220 000 eur (~5,6 milionů Kč) . Dobročinnou akci inicioval publicista Witold Gadowski a peníze byly slavnostně předány zástupcům chorvatských institucí na chorvatské ambasádě ve Varšavě.[37]

- Řecko – Premiér Kyriakos Mitsotakis vyjádřil soustrast rodinám obětí a prohlásil, že řecký generální sekretariát pro civilní ochranu je připraven pomoci.[38]
- Severní Makedonie – Zoran Zaev, premiér Severní Makedonie oznámil, že bude do Chorvatska posláno 6 milionů makedonských denárů (~2,6 milionů Kč).[39]
- Slovinsko – Janez Janša, premiér Slovinska, nabídl zaslání stanů a jiného vybavení na pomoc lidem zasažených tímto zemětřesením. Nabídl také, že pošle speciální tým na pomoc.[39]
- Srbsko – Aleksandar Vučić, prezident Srbska, požádal vládu své země, aby Chorvatsku převedla 1 milion eur (~26,4 milionů Kč) v hotovosti i materiálních darech.[40]

- Turecko - Prezident Recep Tayyip Erdoğan v telefonátech svému chorvatskému protějšku Zoranovi Milanovićovi vyjádřil soustrast Chorvatsku kvůli zemětřesení o síle 6,4 stupně. Erdoğan také uvedl, že Turecko je připraveno poskytnout pátrací a záchranné týmy a veškerou další pomoc, která může být zapotřebí.[41]

- Ukrajina – Darijo Srna, sportovní ředitel klubu FC Šachtar Doněck, prozradil 13. března 2021, že klub daroval 500 000 chorvatských kun (~1,7 milionů Kč) na opravu škod.[42]

## Fotogalerie

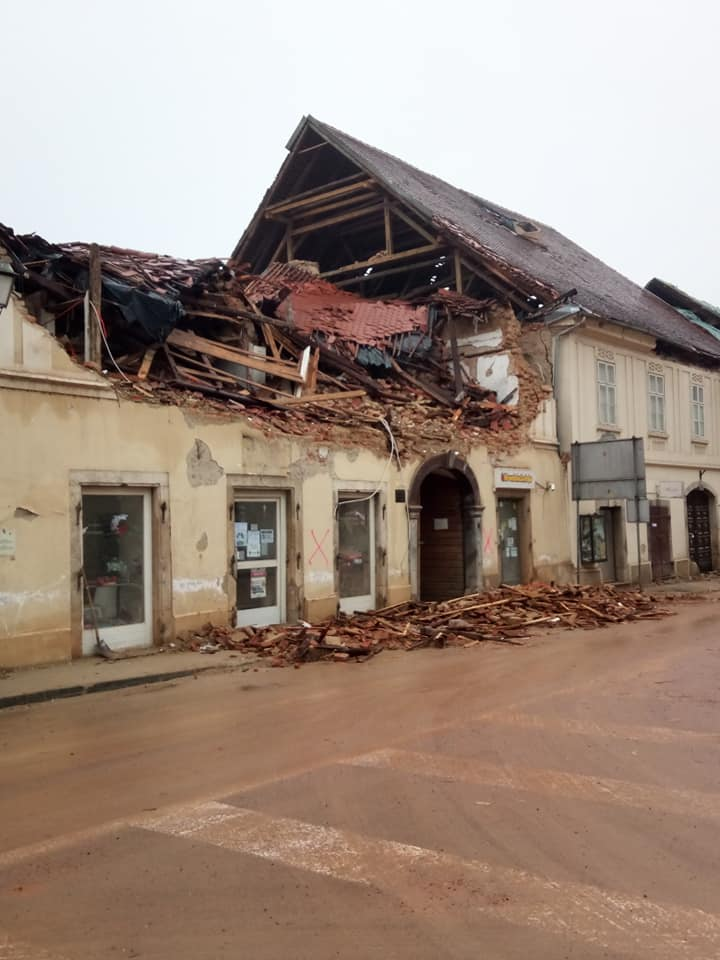
Poničené budovy ve městě Petrinja
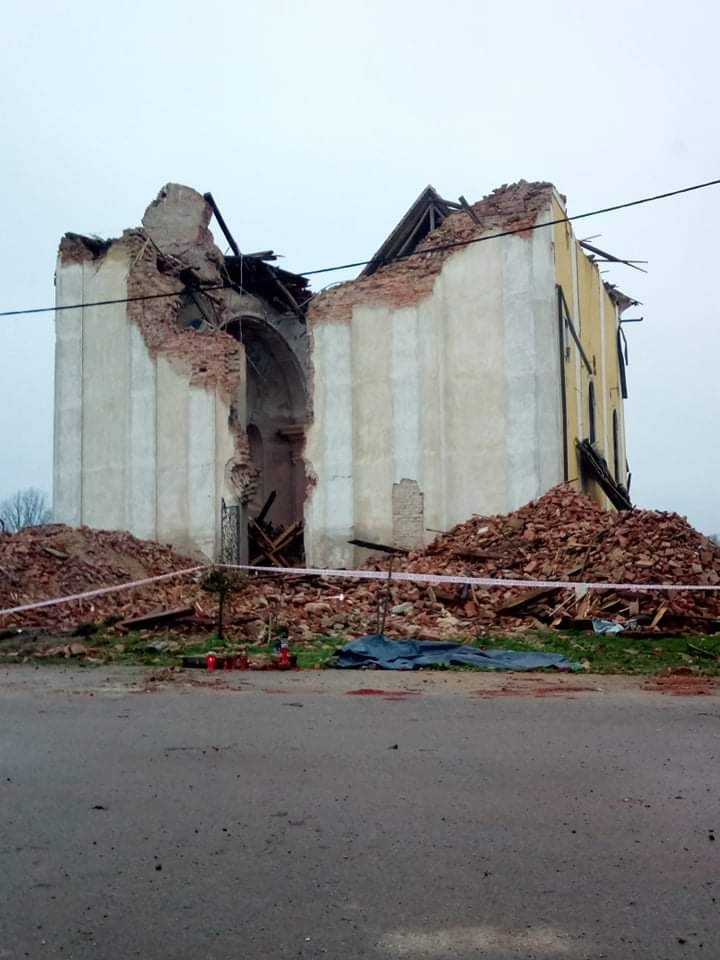
Kostel ve vesnici Žažina byl během zemětřesení zcela zničen
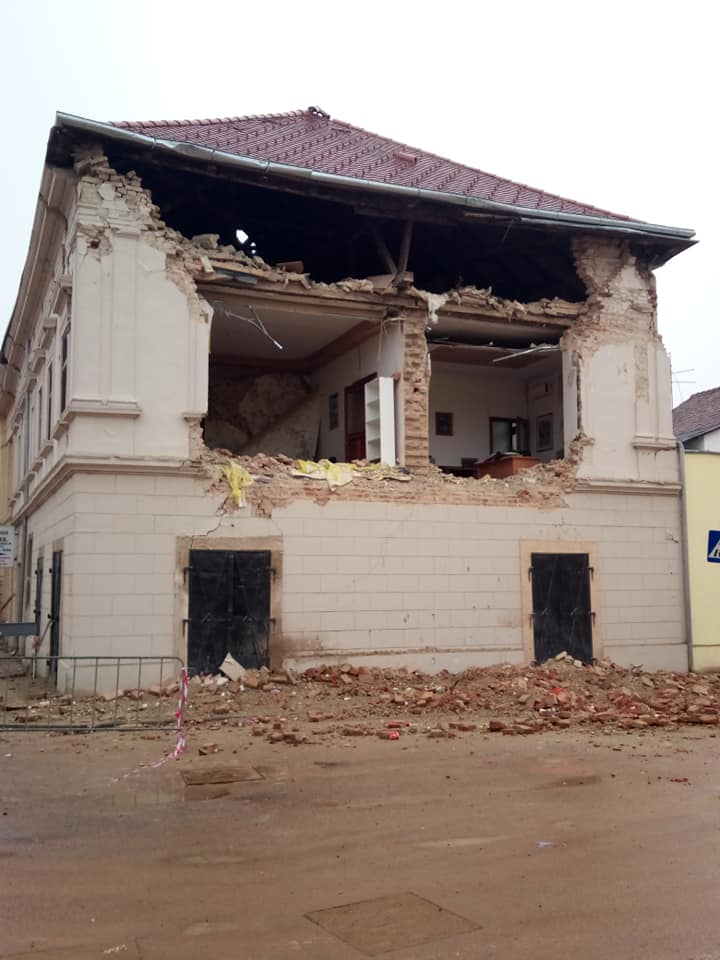
Poničené budovy ve městě Petrinja
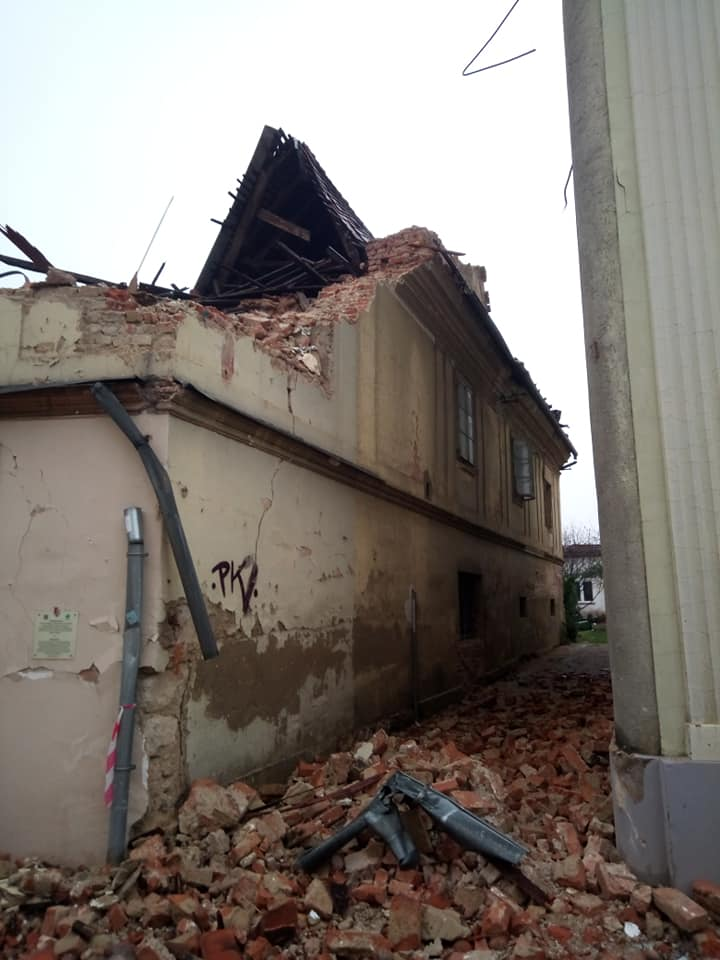
Poničené budovy ve městě Petrinja
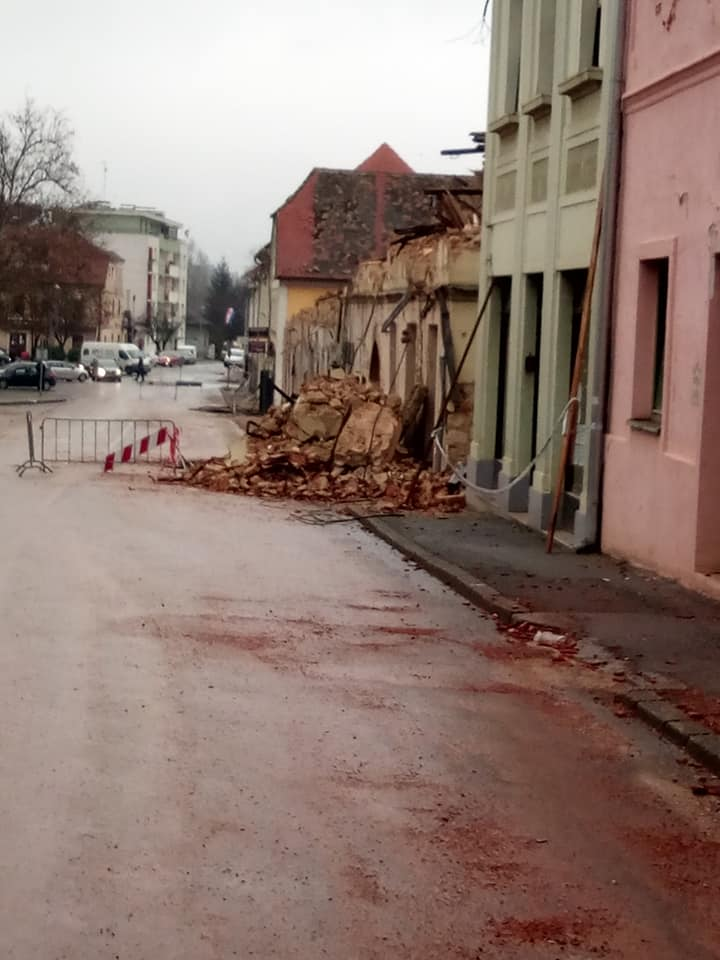
Poničené budovy ve městě Petrinja
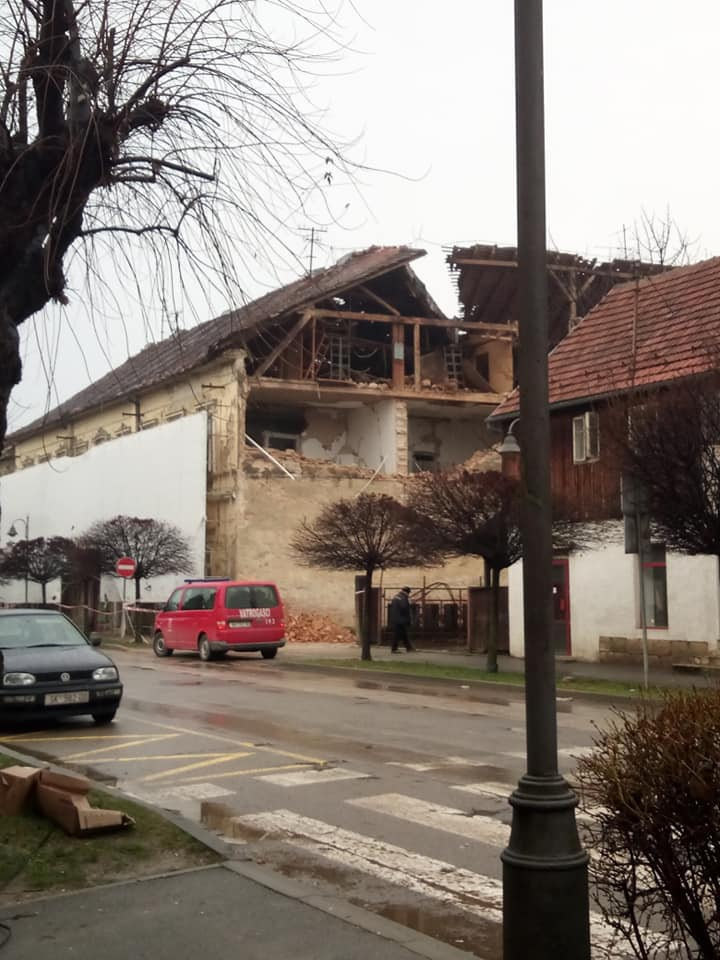
Poničené budovy ve městě Petrinja
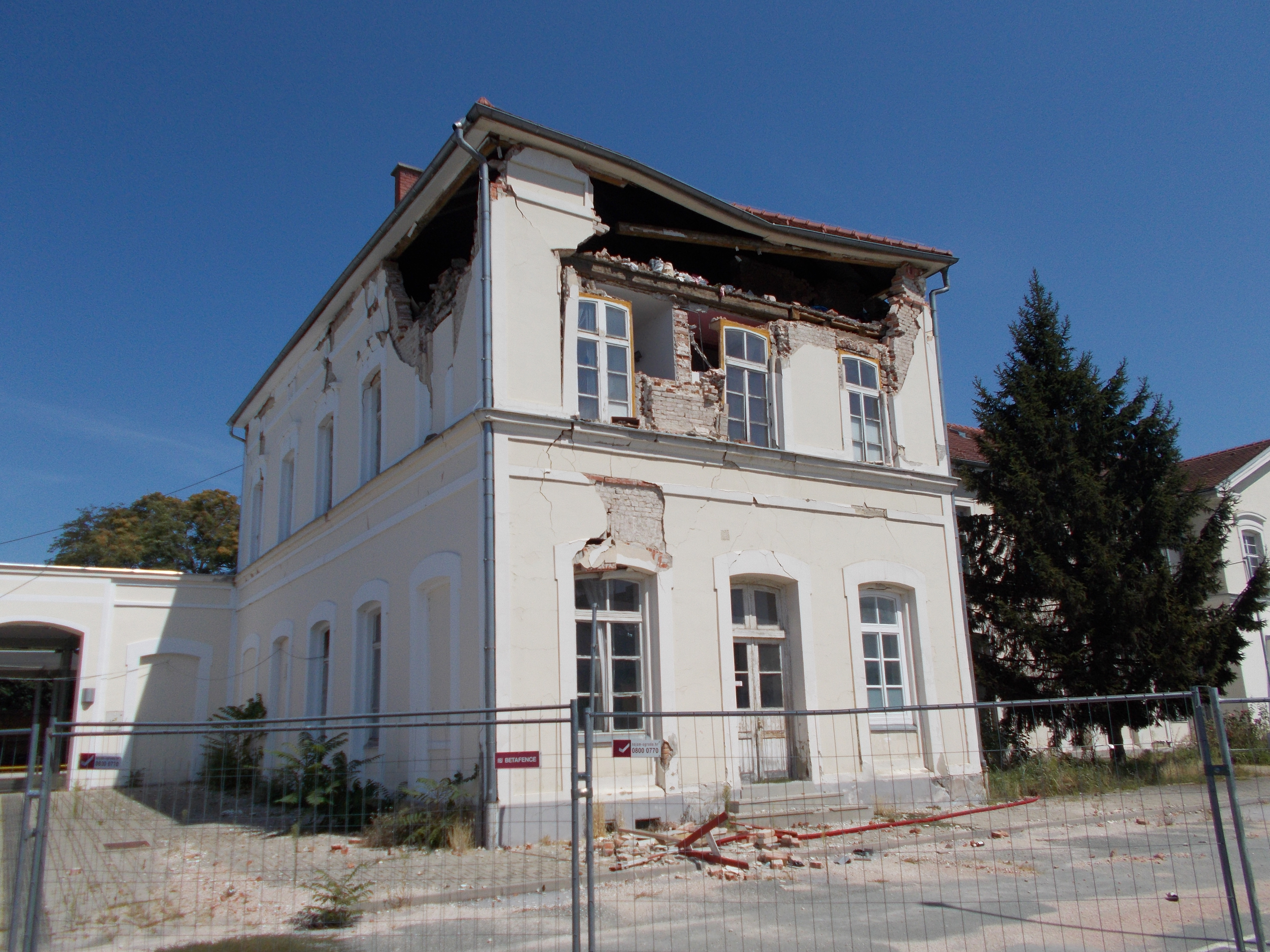
Poničená budova nádraží v Sisaku